# Женишковецька волость
Женишковецька волость — історична адміністративно-територіальна одиниця Летичівського повіту Подільської губернії з центром в селі Женишківці.
Станом на 1885 рік складалася з 15 поселень, 14 сільських громад. Населення — 10558 осіб (5295 чоловічої статі та 5263 — жіночої), 1165 дворових господарства.
Основні поселення волості:
- Божиківці с.
- Гармаки с.
- Гоголі с.
- Женишківці с.
- Явтухи (Іолтухи) с.
- Козярівка с.
- Нетечинці Нові с.
- Нетечинці Старі с.
- Ходаки с.
- Шиїнці с.
- Шелихова Слобідка с.
- Янчинці с.